# Torneo de las Cuatro Naciones 1932
El Torneo de las Cuatro Naciones de 1932 (Home Nations Championship 1932) fue la 45° edición del principal Torneo de rugby del Hemisferio Norte.
La selección de Francia fue excluido del torneo debido a que las otras naciones alegaron profesionalismo, que no sería aceptado hasta 1995.
El campeonato fue compartido entre la selección de Gales, Inglaterra y la de Irlanda.

## Clasificación
| Lugar | Selección  | Partidos | Partidos | Partidos  | Partidos | Puntos  | Puntos    | Puntos | Tabla de puntos |
| Lugar | Selección  | Jugados  | Ganados  | Empatados | Perdidos | A favor | En contra | dif.   | Tabla de puntos |
| ----- | ---------- | -------- | -------- | --------- | -------- | ------- | --------- | ------ | --------------- |
| 1     | Irlanda    | 3        | 2        | 0         | 1        | 40      | 29        | +11    | 4               |
| 1     | Gales      | 3        | 2        | 0         | 1        | 28      | 17        | +11    | 4               |
| 1     | Inglaterra | 3        | 2        | 0         | 1        | 32      | 23        | +9     | 4               |
| 4     | Escocia    | 3        | 0        | 0         | 3        | 11      | 42        | -31    | 0               |

## Resultados
| 16 de enero | Gales | 12 - 5 | Inglaterra | Swansea, |  |

| 6 de febrero | Escocia | 0 - 6 | Gales | Edimburgo, |  |

| 13 de febrero | Irlanda | 8 - 11 | Inglaterra | Dublín, |  |

| 27 de febrero | Escocia | 8 - 20 | Irlanda | Edimburgo, |  |

| 12 de marzo | Gales | 10 - 12 | Irlanda | Cardiff, |  |

| 19 de marzo | Inglaterra | 16 - 3 | Escocia | Londres, |  |

## Premios especiales
- Copa Calcuta:  Inglaterra